# Parallelia guenei
Parallelia guenei là một loài bướm đêm trong họ Erebidae.